# Giovan Filippo Certani
Giovan Filippo Certani o Cerretani (1588 – Bologna, 28 agosto 1630) è stato un nobile italiano, signore di Cerreto.

## Biografia
Notizie di questo personaggio, vissuto a cavallo del 1600, si hanno da Giovanni Fatuzzi nella sua opera Notizie degli Scrittori Bolognesi  e da Corrado Ricci, I teatri di Bologna nei secoli XVII e XVIII.
Fondò, nel 1606 insieme a Giovanni Capponi, l'"Accademia dei Selvaggi", il cui motto era un suono esprime, mentre il suo emblema era rappresentato da un flauto appeso ad un albero. L'Accademia durò all'incirca dall'anno 1606 al 1629.
Un sonetto di Gian Filippo Certani precede la Favola Pastorale intitolata Tirinto, scritta da Giovanni Capponi e a lui dedicata.
Membri dell'accademia con relativo pseudonimo adottato:
- Abelli Cesare (Il Solingo)
- Arloti Marcantonio (Lo Strepitoso)
- Calvi Iacopo Filippo (Il Flebile)
- Capponi Giovanni 1586-1629 (Animoso)
- Cavatia Giulio Cesare (L'Inutile)
- Cecca A. S. Hercole
- Certani Giovanni Filippo (Il Palustre)
- Costantini Carl'Antonio (Lo Sprigionato Selvaggio)
- D[el] M. A. A. A[cademico]. S[elvaggio]
- Diamantini Catterino (Il Costante)
- Garganelli Oldrado (Il Desioso)
- Lodi Giacinto
- Paleotti Galeazzo Senator fl. 1558-1613
- Rabbia Raffaele (L'Agitato)
- Spada Lionello 1576-1622 (L'Elevato)
- Valesio Giovanni 1561-1640 (L'Invescato)
- Vassé Pietramellara Lorenzo (Il Difeso)
- Zecca Ercole (L'Inerme)

In casa Certani, nella prima metà del Seicento, furono rappresentate dall'Accademia dei Selvaggi molte favole e tragedie, tra le quali il già nominato Tirinto, nel 1607.
Giovan Filippo Certani morì, presumibilmente di peste, nel 1630 e fu sepolto nella Basilica di San Domenico, a Bologna. Sua moglie fu Lucia, figlia del maestro orafo e collezionista bolognese Giulio Cesare Rivali; fra i loro figli si distinsero Giacomo, canonico di San Giovanni in Monte e San Petronio, teologo e autore; Filippo Maria, pure canonico e autore di opere edificanti, e Dorotea Felice (al secolo Isabella, morta l'11 aprile 1674), fondatrice e badessa del monastero di Santa Chiara in Cotignola.